# Gruczoły dodatkowe
Gruczoły dodatkowe (łac. glandulae accessoriae, ang. accessory glands) – gruczoły wchodzące w skład narządów genitalnych owadów.

## Samice
U samic gruczoły te występują w parze. Otwierają się pierwotnie albo na ósmym, albo na dziewiątym segmencie odwłoka. Ich rolą jest produkcja kleistej wydzieliny, służącej przyklejaniu jaj do podłoża, wydzieliny ochronnej jaj lub tworzącej ootekę.

## Samce
U samców gruczoły te otwierają się do przewodu wytryskowego i położone są na brzusznej stronie dziewiątego segmentu odwłoka. Pochodzenie ich jest ektodermalne.